# Dornbirner EC
Der Dornbirner EC ist ein österreichischer Eishockeyvereins aus Dornbirn (Vorarlberg), der zwischen 2012 und 2022 in der ICE Hockey League spielte. Zuvor waren der Dornbirner EC in der Nationalliga aktiv und gewann dort zwei Meistertitel. 2022 zog sich der Klub vom Profi-Spielbetrieb zurück.

## Geschichte

### Anfänge
Der EC Dornbirn wurde im Jahr 1992 als Nachfolgeverein des EHC Dornbirn gegründet und etablierte sich zu Beginn vor allem als Ausbildungsclub, dessen verschiedene Jugendmannschaften rasch Erfolge feiern konnten. 1998 konnten die Superminiknaben, 2001 die Miniknaben und 2002 die Schüler den Meistertitel ihrer jeweiligen Altersklasse gewinnen. Daneben versuchte die Vereinsführung, durch Kooperationsprojekte mit verschiedenen etablierten Mannschaften, Anschluss an das Niveau der Profis zu finden. Im Jahr 2001 trugen diese Bemühungen Früchte, als sich der Club erstmals für die Nationalliga, Österreichs zweithöchste Spielklasse, qualifizieren konnte.

### Nationalliga
Den ersten größeren Erfolg der Vereinsgeschichte stellte der Vizemeistertitel im Jahr 2004 dar, wo man den Grunddurchgang gewinnen konnte, dann aber im Finale den Red Bulls Salzburg mit 0:3 unterlag. In der Saison 2007/08 standen die Dornbirner erneut im Finale und holten gegen das Farmteam der Salzburger den ersten Nationalliga-Titel der Vereinsgeschichte. Nach einem Vizemeistertitel in der Saison 2008/09, in der man im Finale mit 1:3 in der Serie dem EHC Lustenau unterlag, konnten die Bulldogs in der darauf folgenden Saison 2009/10 erneut den Titel in der Nationalliga holen.
Als Zweitplatzierter im Grunddurchgang standen die Dornbirner schon fix im Halbfinale und konnten das Farmteam der Salzburger Red Bulls mit 3:0 besiegen. Im Finale hieß der Gegner HC Innsbruck, der vor der Saison aus der Bundesliga abgestiegen war. Vor den Playoffs hatte man die Mannschaft mit dem ehemaligen KAC-Torhüter Hannes Enzenhofer und dem von den Vienna Capitals ausgemusterten Verteidiger Tino Anton Teppert verstärkt. Die Serie gegen Innsbruck konnte schlussendlich mit 3:1 gewonnen werden. Wie schon in den beiden vorangegangenen Spielzeiten hatten die Dornbirner im Finale in die Rheinhalle, Spielstätte des EHC Lustenau, ausweichen müssen.

### Bundesliga
Im Frühjahr 2012 bewarb sich der EC Dornbirn nach langer Planungsphase um die Aufnahme in die höchste österreichische Spielklasse. Der Bewerbung wurde stattgegeben, womit seit dem Ausstieg der VEU Feldkirch im Jahr 2004 erstmals wieder ein Team aus Vorarlberg in der Bundesliga aktiv ist.
In der ersten Bundesliga-Saison 2012/13 erreichten die Dornbirner den vorletzten Platz der Hauptrunde und schieden nach der Qualifizierungsrunde ohne Play-off-Ticket aus. Überraschenderweise etablierten sich zwei Dornbirner Legionäre als beste Spieler der Liga. So erzielte Luciano Aquino die meisten Punkte und die meisten Assists der Liga, während Andrew Kozek die meisten Tore schoss.
2013/14 kam es zu einer Vielzahl von Neuverpflichtungen, im Gegenzug verließ Andrew Kozek die Mannschaft und wechselte nach Linz. In ihrer erst zweiten EBEL-Saison gelang den Dornbirnern der Einzug ins Play-off, wobei sich Luciano Aquino erneut als einer der besten Spieler der Liga auszeichnete. Im Viertelfinale unterlagen die Vorarlberger gegen die Salzburger mit 2:4 in der Serie.
Die Saison 2014/15 verlief für die Dornbirner nicht erfolgreich. Nachdem Aquino in die höchste schwedische Spielklasse gewechselt war, beendete der Verein die Hauptrunde auf dem zehnten Platz und konnte auch in der Qualifizierungsrunde kein Play-off-Ticket lösen.
In der Saison 2015/16 konnten sich die Dornbirner mit dem sechsten Platz in der Hauptrunde direkt für das Play-off qualifizieren, erreichten in der Platzierungsrunde der besten Sechs jedoch nur den letzten Platz. Im Viertelfinale des Play-offs trafen die Dornbirner auf den Orli Znojmo, dem sie im Best-of-Seven-Modus mit 2:4 unterlagen.
2016/17 landete Dornbirn in der Hauptrunde auf dem zehnten Platz und musste in die Qualifikationsrunde. Dort schrammten die Bulldogs mit sechs Siegen aus zehn Spielen nur knapp an einem Playoff-Ticket vorbei, als man nur vier Punkte hinter Orli Znojmo auf Platz 3 landete.
Im April zog sich der DEC aufgrund schwieriger Rahmenbedingungen zunächst aus der ICE Hockey League, im August 2022 komplett aus dem Profi-Spielbetrieb zurück.

### Namenssponsoren
Der EC Dornbirn hatte im Lauf seiner Geschichte mehrere Sponsoren, deren Namen er in der Mannschaftsbezeichnung trug. Lange Zeit lautete der volle Name der Mannschaft EC TRENDamin Bulldogs Dornbirn. Dies wurde in der Spielzeit im Jahr 2005 zu EC-TREND Dornbirn verkürzt, was bis 2008 die offizielle Bezeichnung blieb. Seit der Saison 2009/10 heißt die Mannschaft mit vollem Namen EC hagn_leone Dornbirn. Ihren eigentlichen Beinamen Bulldogs behielt die Mannschaft jedoch immer.

## Meistermannschaften
| Nationalliga-Meister 2007/08 | Torhüter: Christian Fend, Christof Schwendinger Verteidiger: Jürgen Fussenegger, Michael Kutzer, Alexander Mellitzer, Patric Scheffknecht, Stefan Spannring, Markus Stengele, Florian Stern, Thomas Urban Angreifer: Thomas Auer, Manuel Ganahl, Julian Grafschafter, Raphael Herburger, Fabio Hofer, Pascal Kainz, Markus Kosnjak, Michael Lissek, Christian Messner, Alexander Paul, Sascha Rauter, Lukas Schwitzer, Daniel Smith, Adrian Ströhle, Juha-Matti Vanhanen, Marcel Wolf, Matt Zultek Cheftrainer: Kjell G.Lindqvist |

| Nationalliga-Meister 2009/10 | Torhüter: Bernhard Bock, Hannes Enzenhofer, René Burtscher Verteidiger: Alexander Mellitzer, Tobias Holzer, Stefan Spannring, Igor Iwanow, Michael Kutzer, Sebastian Spiegel, Patric Scheffknecht, Jürgen Fussenegger, Tino Anton Teppert, Bernhard Fechtig Angreifer: Lukas Schwitzer, Julian Grafschafter, Fabian Glanznig, Fabio Hofer, Martin Pewal, Jussi Tarvainen, Adrian Ströhle, Ryan Murphy, Steven Burger, Roman Schreiber, Benni Schennach, Dmitri Nabokow, Patrick Spannring, Christian Messner, Thomas Auer, Marcel Wolf Cheftrainer: Peter Johansson |

### Bedeutende ehemalige Spieler
(Teamzugehörigkeit und Position in Klammern)
| - Aaron Fox (2010–2011, Stürmer) Der US-Amerikaner, der zuvor bereits ausgiebige Erfahrungen in der Erste Bank Liga gesammelt hatte, begann seine Zweitliga-Karriere in Dornbirn und sammelte dort in 42 Partien 83 Punkte. | - Juha-Matti Vanhanen (2003–2006, 2007–2008, Stürmer) Vanhanen verbrachte insgesamt vier Jahre in Dornbirn und war dort in dieser Zeit mit über 200 erzielten Punkten einer der wichtigsten Spieler. 2008 feierte er mit dem Club auch dessen ersten Meistertitel. | - Raphael Herburger (2005–2008, Stürmer) Herburger, der in Dornbirn ausgebildet wurde und 2008 zum EC KAC in die erste Liga wechselte, gilt als eines der besten Beispiele für die erfolgreiche Jugendarbeit in Dornbirn. |

## Vereinsstatistiken

### Nationalliga
Die folgende Tabelle gibt die Platzierungen des Clubs durch sämtliche Spielzeiten wieder.
Bis zur Saison 2008/09 galt in der Nationalliga die 2-Punkte-Regel (2 Punkte für einen Sieg in regulärer Spielzeit oder Overtime/Shootout), mit Beginn der Spielzeit 2009/10 wurde die 3-Punkte-Regel eingeführt, sodass ein Sieg in regulärer Spielzeit mit 3 Punkten bewertet wurde. Des Weiteren wurden zwischen 2002 und 2010 die Punkte nach der Hälfte des Grunddurchgangs halbiert. Die Spalte »Pkt. ges.« gibt die tatsächlich erreichten Punkte basierend auf der Anzahl der Siege und Niederlagen wieder.
| Saison  | Liga         | Hauptrunde | Hauptrunde | Hauptrunde | Hauptrunde | Hauptrunde | Hauptrunde | Hauptrunde | Hauptrunde | Hauptrunde | Hauptrunde | Hauptrunde | Playoffs         |
| Saison  | Liga         | SP         | S          | N          | OTS        | OTN        | T          | GT         | Torv.      | Punkte     | Pkt. ges.  | Rang       | Playoffs         |
| ------- | ------------ | ---------- | ---------- | ---------- | ---------- | ---------- | ---------- | ---------- | ---------- | ---------- | ---------- | ---------- | ---------------- |
| 2001–02 | Nationalliga | 16         | 4          | 8          | 1          | 3          | 65         | 84         | −19        | 13         | –          | 6.         | Viertelfinal-Out |
| 2002–03 | Nationalliga | 28         | 6          | 19         | 1          | 2          | 96         | 129        | −33        | 12         | 16         | 7.         | Viertelfinal-Out |
| 2003–04 | Nationalliga | 28         | 16         | 5          | 2          | 5          | 156        | 115        | +41        | 32         | 41         | 1.         | Vizemeister      |
| 2004–05 | Nationalliga | 36         | 24         | 11         | 0          | 1          | 162        | 109        | +53        | 38         | 49         | 3.         | Halbfinal-Out    |
| 2005–06 | Nationalliga | 32         | 17         | 8          | 3          | 4          | 132        | 101        | +31        | 32         | 44         | 3.         | Viertelfinal-Out |
| 2006–07 | Nationalliga | 32         | 16         | 11         | 3          | 2          | 141        | 115        | +26        | 28         | 40         | 5.         | Viertelfinal-Out |
| 2007–08 | Nationalliga | 32         | 20         | 6          | 4          | 2          | 165        | 109        | +56        | 36         | 50         | 1.         | Meister          |
| 2008–09 | Nationalliga | 28         | 17         | 10         | 0          | 1          | 119        | 82         | +37        | 38         | 52         | 2.         | Vizemeister      |
| 2009–10 | Nationalliga | 36         | 19         | 11         | 4          | 2          | 155        | 113        | +42        | 47         | 67         | 1.         | Meister          |
| 2010–11 | Nationalliga | 34         | 21         | 5          | 5          | 3          | 165        | 95         | +70        | 76         | –          | 2.         | Vizemeister      |
| 2011–12 | Nationalliga | 32         | 21         | 5          | 4          | 2          | 156        | 68         | +88        | 73         | –          | 3.         | Halbfinal-Out    |

### EBEL
| Saison                 | Saison                 | Sp  | S   | N   | OTN | Tore    | Punkte | Anmerkung                        |
| ---------------------- | ---------------------- | --- | --- | --- | --- | ------- | ------ | -------------------------------- |
| 2012/13                | RS                     | 44  | 13  | 28  | 3   | 128:183 | 29     |                                  |
| 2012/13                | PR                     | 10  | 5   | 4   | 1   | 26:36   | 11     | Rang 10, keine Playoff-Teilnahme |
| 2013/14                | RS                     | 44  | 21  | 19  | 4   | 144:151 | 46     |                                  |
| 2013/14                | PR                     | 10  | 6   | 4   | 0   | 33:27   | 15     | Rang 8                           |
| 2013/14                | PO                     | 6   | 2   | 3   | 1   | 18:24   | –      | Viertelfinal-Out                 |
| 2014/15                | RS                     | 44  | 19  | 23  | 2   | 121:147 | 40     |                                  |
| 2014/15                | PR                     | 10  | 5   | 3   | 2   | 25:23   | 13     | Rang 10, keine Playoff-Teilnahme |
| 2015/16                | RS                     | 44  | 23  | 15  | 6   | 126:108 | 73     |                                  |
| 2015/16                | PR                     | 10  | 5   | 3   | 2   | 32:37   | 14     | Rang 6                           |
| 2015/16                | PO                     | 6   | 2   | 3   | 1   | 15:17   | –      | Viertelfinal-Out                 |
| 2016/17                | RS                     | 44  | 15  | 21  | 8   | 120:143 | 53     |                                  |
| 2016/17                | PR                     | 10  | 6   | 3   | 1   | 32:23   | 19     | Rang 9, keine Playoff-Teilnahme  |
| 2017/18                | RS                     | 44  | 20  | 18  | 6   | 127:133 | 61     |                                  |
| 2017/18                | PR                     | 10  | 7   | 1   | 2   | 41:30   | 28     | Rang 7                           |
| 2017/18                | PO                     | 6   | 2   | 3   | 1   | 14:20   | –      | Viertelfinal-Out                 |
| EBEL-Hauptrunde        | EBEL-Hauptrunde        | 264 | 111 | 124 | 29  | 766:865 | 302    |                                  |
| EBEL-Platzierungsrunde | EBEL-Platzierungsrunde | 60  | 34  | 18  | 8   | 206:176 | 100    |                                  |
| EBEL-Playoffs          | EBEL-Playoffs          | 18  | 6   | 9   | 3   | 47:61   | –      |                                  |

Legende zur Saisonstatistik: GP oder Sp = Spiele insgesamt; W oder S = Siege; L oder N = Niederlagen; T oder U = Unentschieden; OTS = Siege nach Verlängerung (Overtime);  OTN oder OL = Overtime-Niederlagen; SOS = Shootout-Siege; SOL oder SON = Shootout-Niederlagen; P oder Pkt = Punkte; Pct % = Siege in %; GF oder T = Tore; GA oder GT = Gegentore

### Vereinsinterne Rekorde
Enthalten sind sämtliche Vorrunden- und Play-off-Spiele.

#### Saison
| Tore  |               |      |         |
| Platz | Spieler       | Tore | Saison  |
| 1.    | Jouko Myrrä   | 71   | 2003/04 |
| 2.    | Ryan Foster   | 52   | 2003/04 |
| 3.    | Matt Zultek   | 46   | 2007/08 |
| 4.    | Tommy Kiviaho | 43   | 2005/06 |
| 5.    | Jouko Myrrä   | 39   | 2004/05 |

| Assists |                     |         |         |
| Platz   | Spieler             | Assists | Saison  |
| 1.      | Juha-Matti Vanhanen | 61      | 2003/04 |
| 2.      | Dmitri Nabokov      | 60      | 2009/10 |
| 3.      | Ryan Foster         | 58      | 2003/04 |
| 4.      | Luciano Aquino      | 54      | 2013/14 |
|         | Luciano Aquino      | 54      | 2012/13 |

| Topscorer |                |        |         |
| Platz     | Spieler        | Punkte | Saison  |
| 1.        | Jouko Myrrä    | 123    | 2003/04 |
| 2.        | Ryan Foster    | 110    | 2003/04 |
| 3.        | Dmitri Nabokov | 88     | 2009/10 |
| 4.        | Luciano Aquino | 86     | 2013/14 |
| 5.        | Tommy Kiviaho  | 85     | 2005/06 |

| Strafminuten |                    |              |         |
| Platz        | Spieler            | Strafminuten | Saison  |
| 1.           | Thomas Auer        | 187          | 2008/09 |
| 2.           | Thomas Auer        | 148          | 2007/08 |
| 3.           | Guillaume Desbiens | 148          | 2014/15 |
| 4.           | Danny Bois         | 135          | 2012/13 |
| 5.           | Thomas Auer        | 134          | 2010/11 |

#### Insgesamt
Abkürzungen: Sp = Spiele, T = Tore, V = Assists, Pkt = Punkte, SM = Strafminuten; Fett: Bestwert
| Spieler              | Position | Sp  | T   | V   | Pkt | Pkt/Sp | SM  |
| -------------------- | -------- | --- | --- | --- | --- | ------ | --- |
| Stefan Häussle       | F        | 435 | 37  | 37  | 74  | 0,17   | 64  |
| Olivier Magnan       | D        | 427 | 26  | 96  | 122 | 0,29   | 497 |
| Chris D’Alvise       | C        | 275 | 124 | 107 | 231 | 0,84   | 152 |
| Stefan Spannring     | D        | 274 | 32  | 89  | 121 | 0,44   | 242 |
| Julian Grafschafter  | LW       | 269 | 53  | 57  | 110 | 0,41   | 128 |
| Jamie Arniel         | C/RW     | 261 | 90  | 144 | 234 | 0,90   | 140 |
| Martin Grabher-Meier | RW       | 259 | 60  | 108 | 168 | 0,65   | 114 |
| Nikolas Petrik       | LW       | 241 | 18  | 51  | 69  | 0,29   | 309 |
| Lukas Schwitzer      | D/C      | 201 | 50  | 121 | 171 | 0,85   | 500 |
| Juha-Matti Vanhanen  | C        | 160 | 60  | 173 | 233 | 1,46   | 106 |
| Gerald Penker        | D        | 152 | 20  | 53  | 73  | 0,48   | 408 |
| Thomas Auer          | F        | 146 | 73  | 106 | 179 | 1,23   | 576 |
| Luciano Aquino       | C/W      | 137 | 59  | 125 | 184 | 1,34   | 132 |
| Ryan Foster          | F        | 76  | 85  | 102 | 187 | 2,46   | 58  |
| Jouko Myrrä          | LW       | 73  | 110 | 82  | 192 | 2,63   | 14  |

## Trainergeschichte

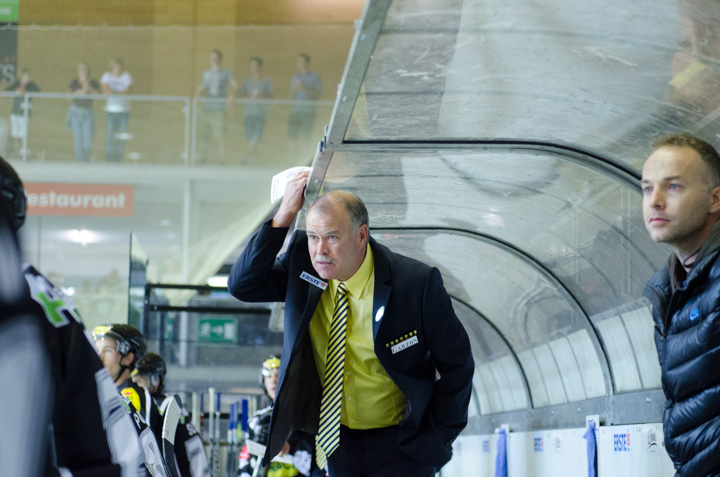
Dave MacQueen, Trainer zwischen 2012 und 2019

| Zeit           | Nation   | Trainer         | Anmerkungen                               |
| -------------- | -------- | --------------- | ----------------------------------------- |
| 2007–08        | Schweden | Kjell Lindqvist | Meister                                   |
| 2008–09        | Schweden | Kjell Lindqvist | Vizemeister                               |
| 2009–10        | Schweden | Peter Johansson | Meister                                   |
| 2010–11        | DEU-CAN  | Jamie Bartman   | Vizemeister                               |
| 2011–12        | Schweden | Lenny Eriksson  | Niederlage im Halbfinale                  |
| 2012–13        | Kanada   | Dave MacQueen   | Playoffs verpasst                         |
| 2013–14        | Kanada   | Dave MacQueen   | Viertelfinal-Out                          |
| 2014–2019      | Kanada   | Dave MacQueen   | 2× Viertelfinal-Out; 3× Playoffs verpasst |
| 2019           | Finnland | Jussi Tupamäki  |                                           |
| seit Okt. 2019 | Finnland | Kai Suikkanen   | Playoffs verpasst                         |

## Spielstätte
Seit Mitte der 2000er Jahre herrscht eine rege Diskussion um das Messestadion Dornbirn, die Heimspielstätte des Dornbirner Eishockeyclubs. Dieses Stadion wurde von der Stadt Dornbirn als Mehrzweckhalle konzipiert, dadurch wird in der Halle nicht nur Eishockey gespielt. So war es am 24. und 25. September 2006 der Fall, dass David Copperfield seine Zaubershow in der Messehalle veranstaltete. Dadurch konnte die Halle von den Dornbirnern Eishockeyspielern nicht genutzt werden und mit dem Eistraining konnte erst am 5. Oktober begonnen werden.
Dieser Umstand trifft nicht nur die Profimannschaft, sondern auch die Nachwuchsmannschaften, weil sie dadurch auf andere Hallen in Vorarlberg ausweichen müssen, was zusätzliche Kosten verursacht. In den Playoffs 2004 musste der EC Dornbirn aufgrund der Dornbirner Frühjahrsmesse auf die Lustenauer Eishalle ausweichen. In den Spielzeiten 2007/08 und  2009/10  musste die Rheinhalle als Heimstadion dienen, in der Saison 2008/09 spielte der Club in der Vorarlberghalle in Feldkirch.

### Zuschauerzahlen
| Saison  | Liga         | Heimspiele | Zuschauer | Durchschnitt |
| ------- | ------------ | ---------- | --------- | ------------ |
| 2006/07 | Nationalliga | 18         | 27.345    | 1.519        |
| 2007/08 | Nationalliga | 23         | 49.220    | 2.140        |
| 2008/09 | Nationalliga | 20         | 41.179    | 2.059        |
| 2009/10 | Nationalliga | 22         | 47.428    | 2.156        |
| 2010/11 | Nationalliga | 22         | 54.847    | 2.493        |
| 2011/12 | Nationalliga | 20         | 37.224    | 1.861        |
| 2012/13 | EBEL         | 27         | 64.528    | 2.390        |
| 2013/14 | EBEL         | 30         | 86.274    | 2.875        |
| 2014/15 | EBEL         | 27         | 68.904    | 2.552        |
| 2015/16 | EBEL         | 30         | 88.738    | 2.957        |
| 2016/17 | EBEL         | 27         | 62.953    | 2.331        |
| 2017/18 | EBEL         | 30         | 76.673    | 2.555        |
| 2018/19 | EBEL         |            |           |              |